# Mainleus
Mainleus er en købstad (markt) i Landkreis Kulmbach,  Regierungsbezirk Oberfranken i den tyske delstat Bayern. Den ligger ved floden Main , cirka én kilometer fra sammenløbet af de to kildefloder Weißer og Roter Main ved Steinenhausen 